# Thor Thorén
Thor Thorén, född 11 oktober 1863 i Norrköping, död 13 september 1937 i Stockholm, var en svensk arkitekt, tecknare och rektor vid Tekniska skolan. 

## Biografi
Han var son till köpmannen Julius Thorén och Fanny Theresia Lundström samt från 1894 gift med Elsa Mathilda Lundahl. Thorén studerade vid  Tekniska högskolan i Stockholm  1884–1888 och vid Konstakademien 1888–1891. Han blev arkitekt vid Överintendentsämbetet 1893 och var lärare i konstindustriell fackteckning vid Tekniska skolan från 1894 och skolans rektor 1910–1936. Thorén ledde restaureringen och ombyggnaden av Örebro slott 1897–1901. Han var som arkitekt influerad av Ferdinand Boberg och ritade ett flertal bankbyggnader. Dopfunten i Klara kyrka är utförd efter en ritning av Thorén och han finns representerad vid Nationalmuseum i Stockholm.
Thor Thorén var gift med Elsa Matilda (född 1870). Paret hade två barn, Brita (född 1898) och Harald Olof (född 1904). Han fann sin sista vila på Norra begravningsplatsen där han gravsattes den 18 september 1937 i familjegraven.

## Verk i urval
- Villa Ugglebo, Djursholm, Slottsvägen 9
- Villa Stocksberg, Stocksund, Bengt Färjares väg 1
- Bostadshus och bankhus vid Arsenalsgatan 8
- Bankaktiebolaget Södra Sveriges bankhus på Arsenalsgatan 6 i Stockholm
- Sundsvalls Handelsbank på Drottninggatan 17 i Stockholm
- Sparbanken i Södertälje
- Uplandsbanken i Östhammar
- Sundsvallsbanken i Hudiksvall
- Sundsvallsbanken i Härnösand
- Brandalsunds säteri
- Blombergs säteri
- Hyssna kyrka

### Byggnader (urval)

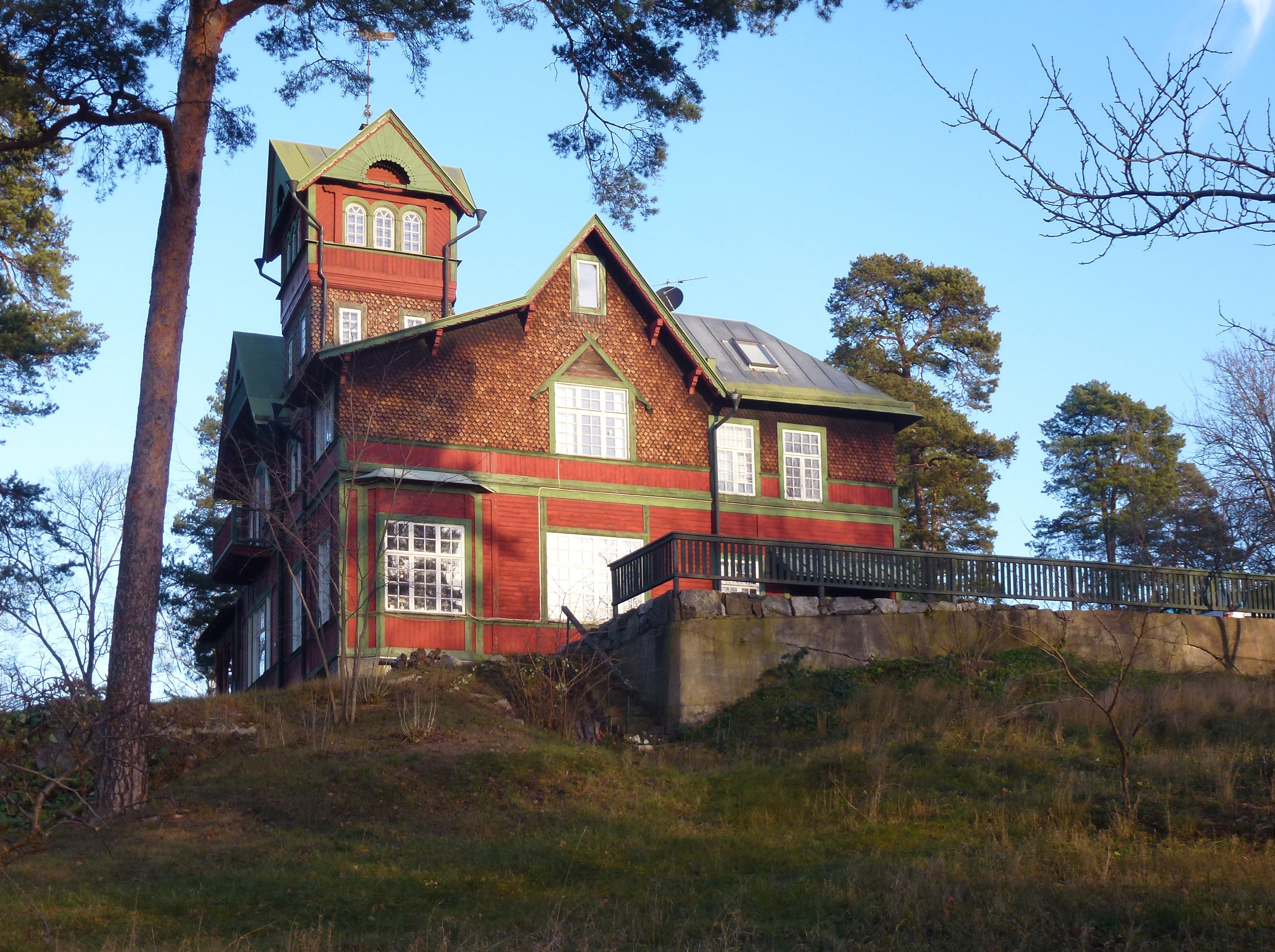
Villa Ugglebo
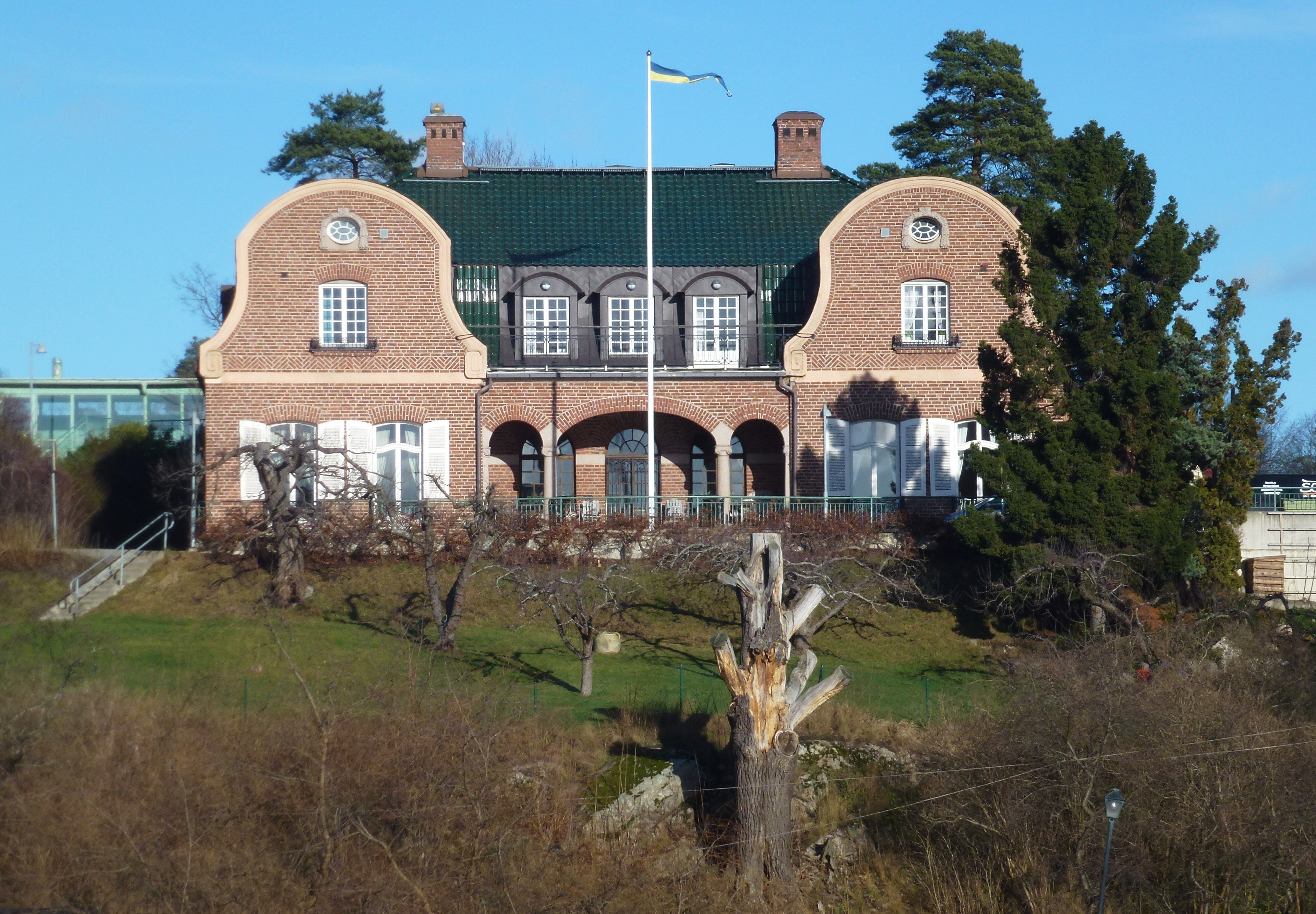
Villa Stocksberg (Munterska villan)
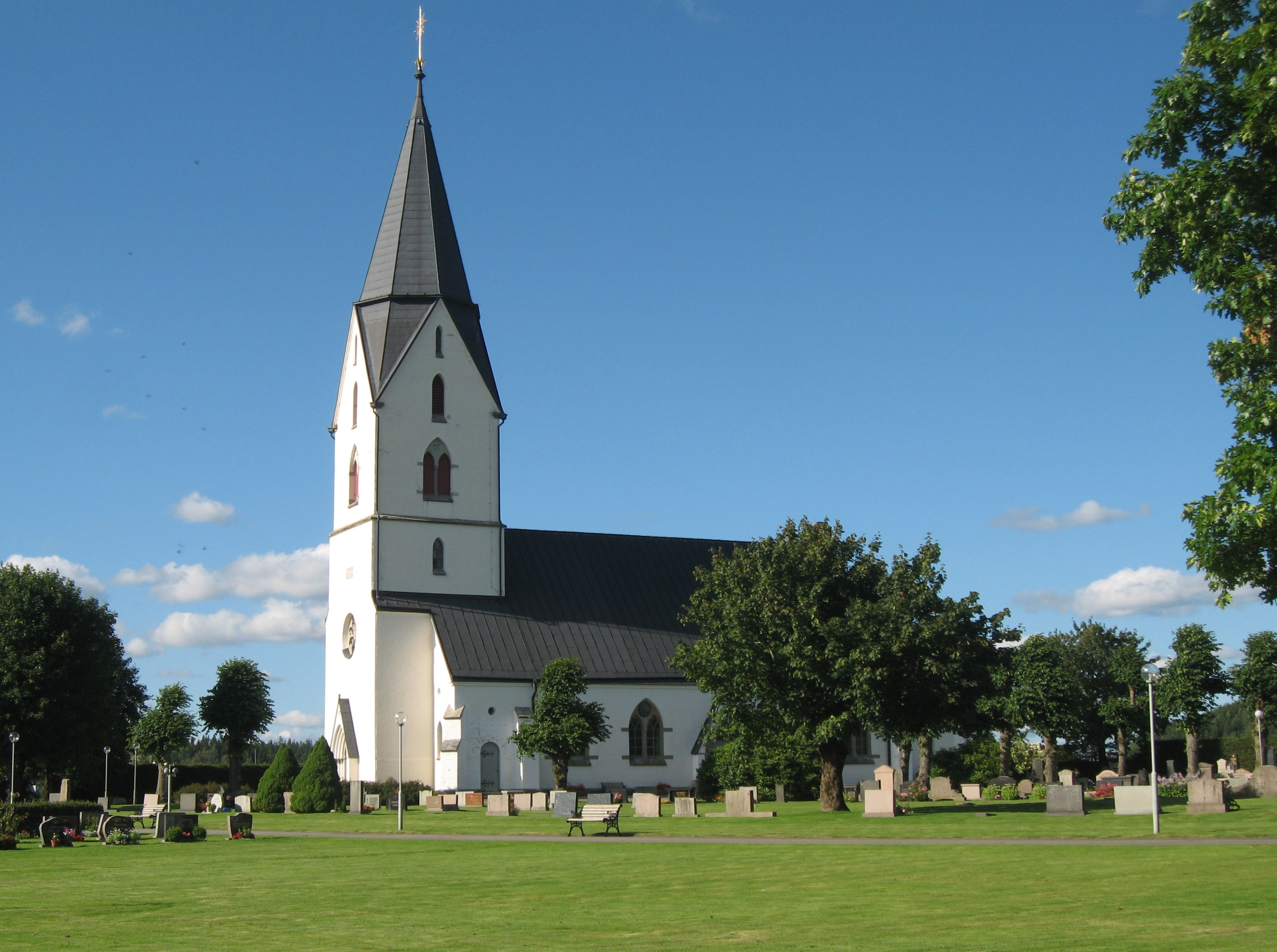
Hyssna kyrka
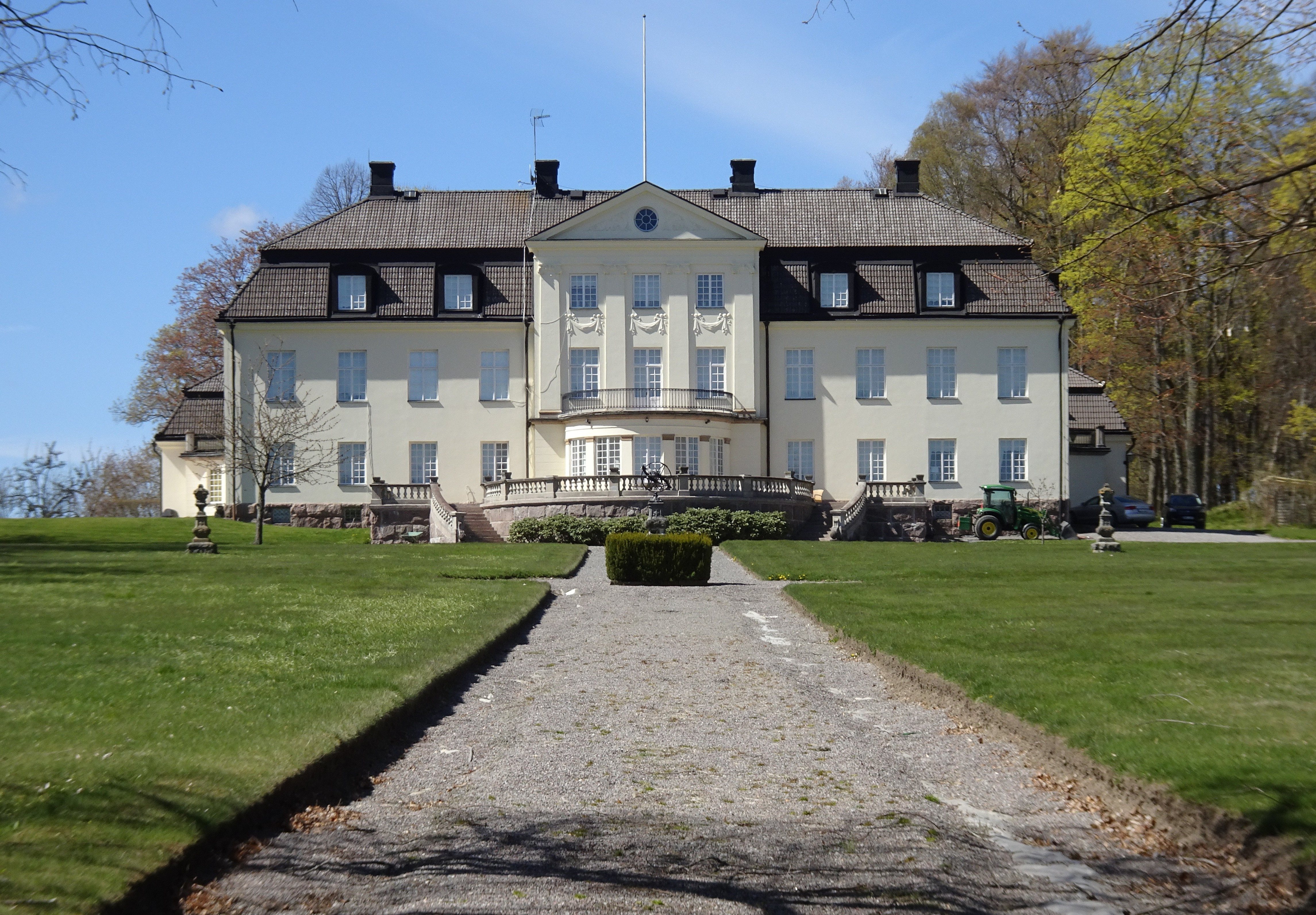
Brandalsunds gods

### Villor i Lärkstaden
- Tofslärkan 9
- Trädlärkan 2
- Trädlärkan 3 (den egna stadsvillan vid Tyrgatan 6)
- Trädlärkan 9
- Trädlärkan 11

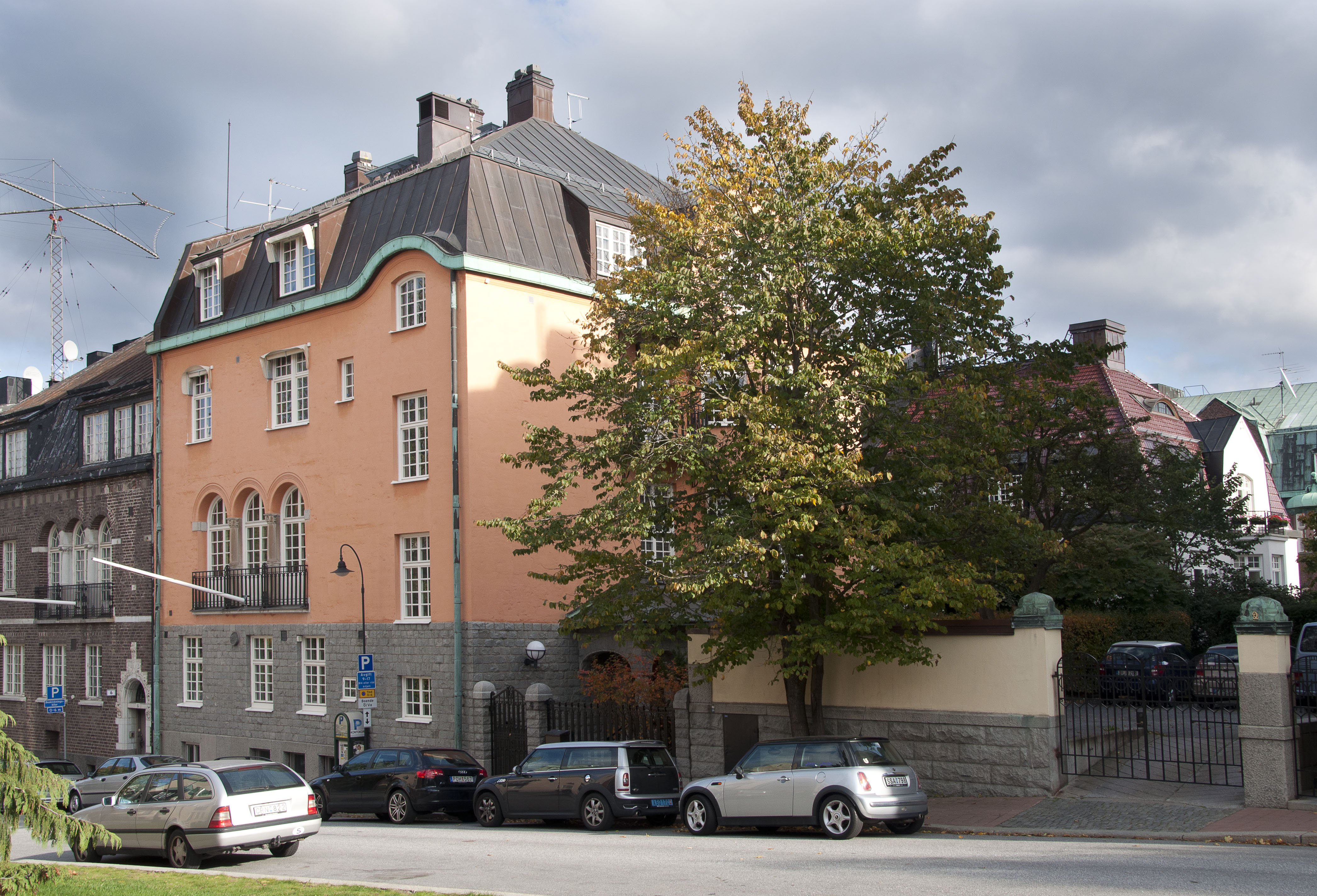
Trädlärkan 2, Tyrgatan 4.
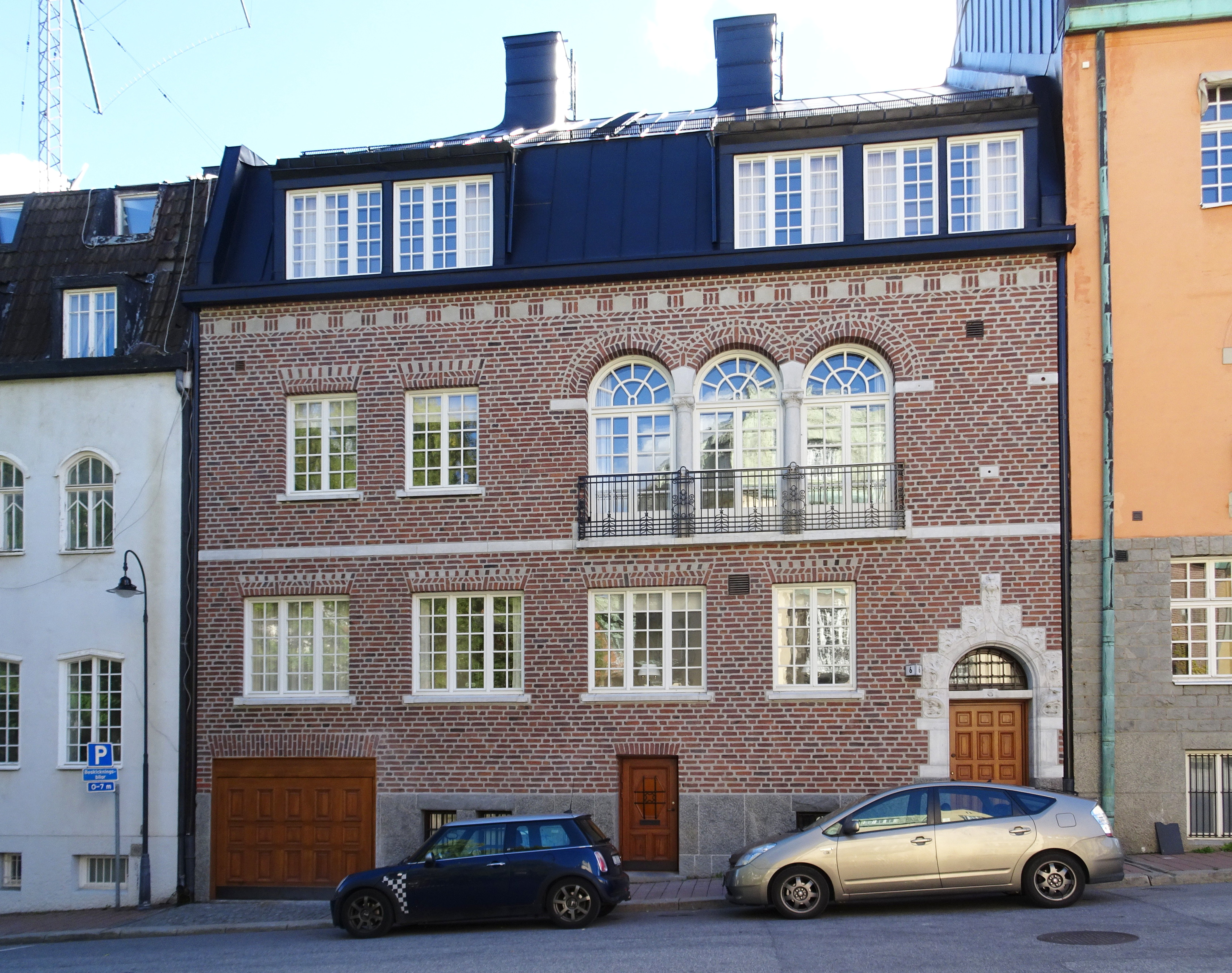
Trädlärkan 3, Tyrgatan 6 (Thoréns bostad).
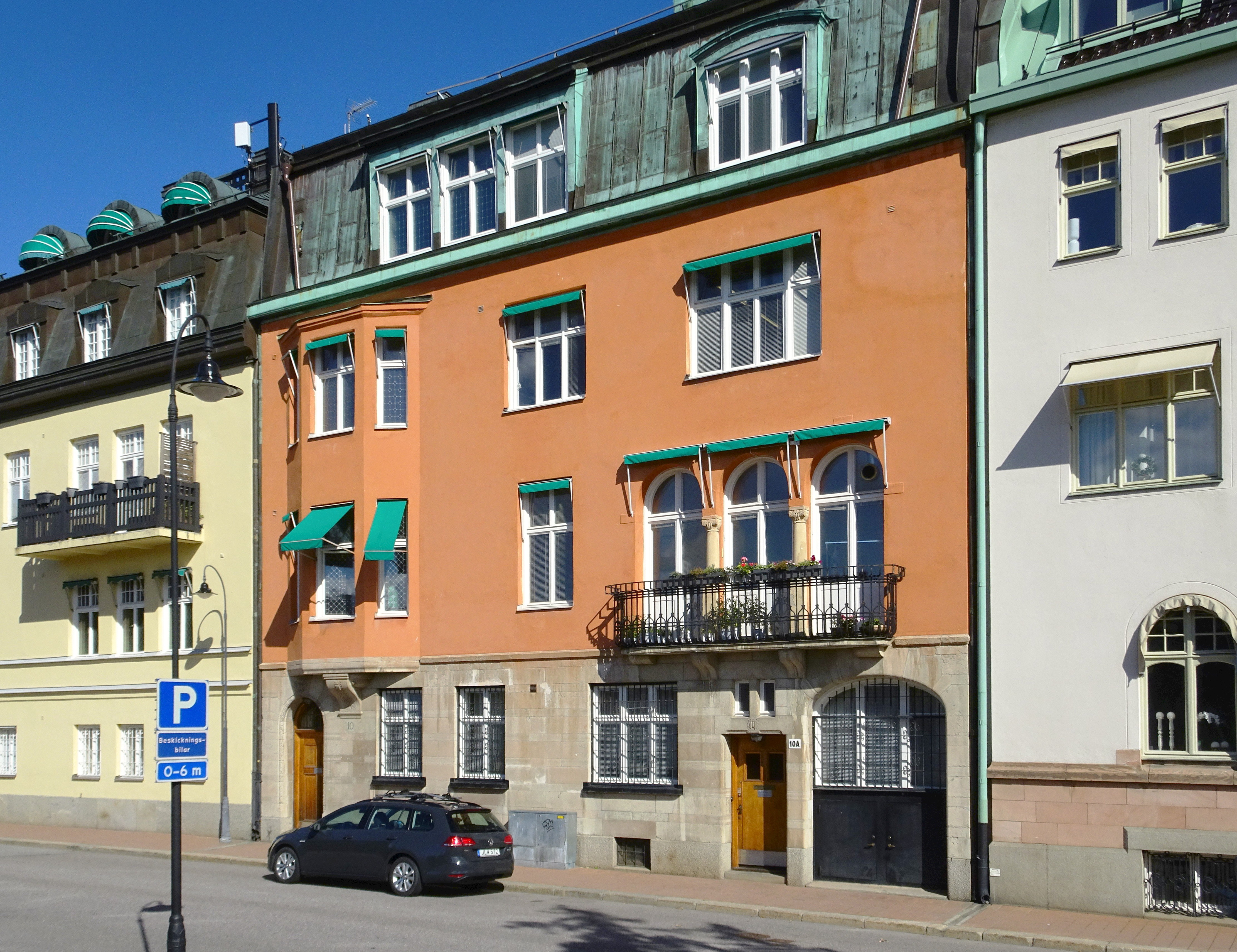
Trädlärkan 11, Friggagatan 10.
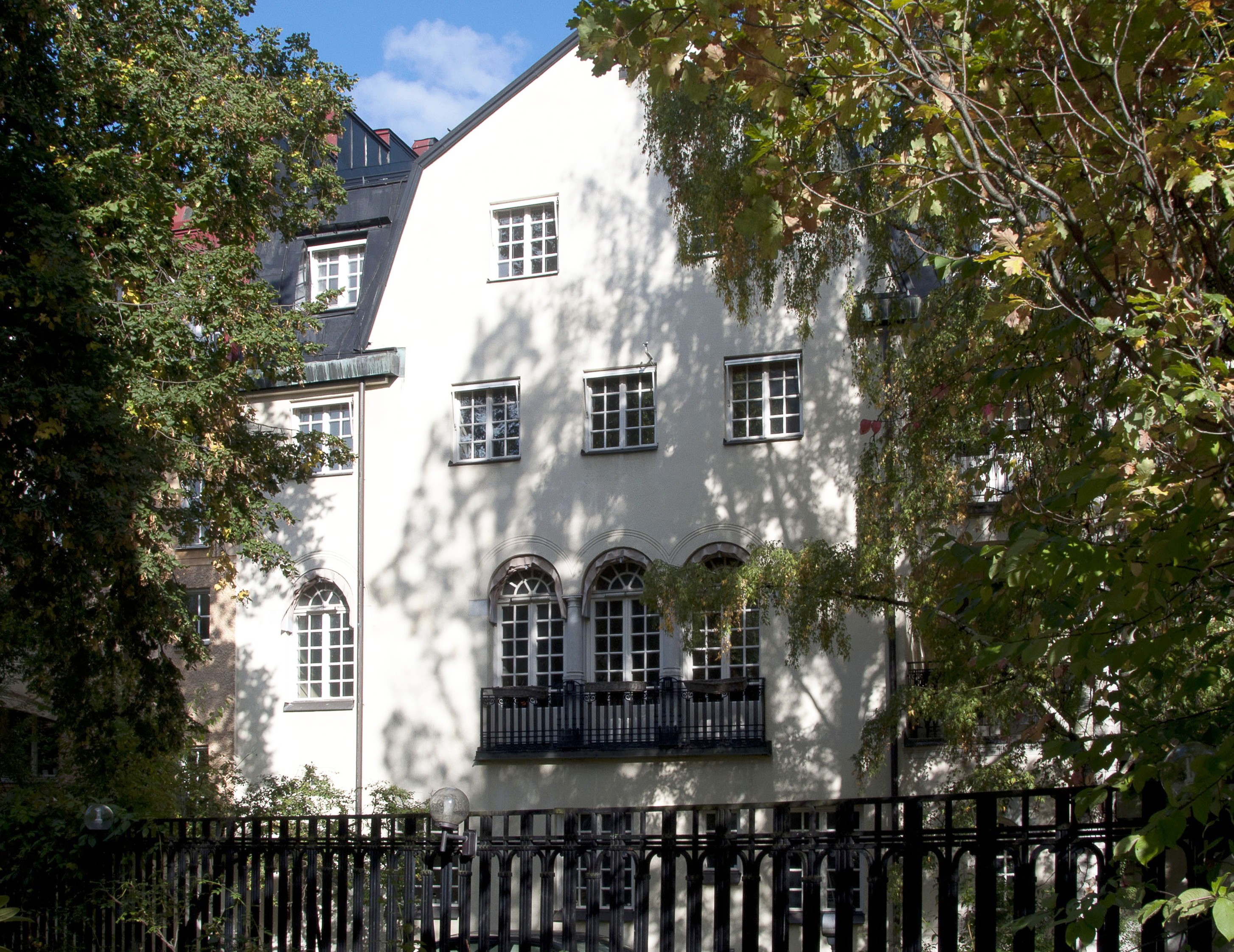
Tofslärkan 9, Tyrgatan 13.